# Alexander Jegorowitsch Warlamow

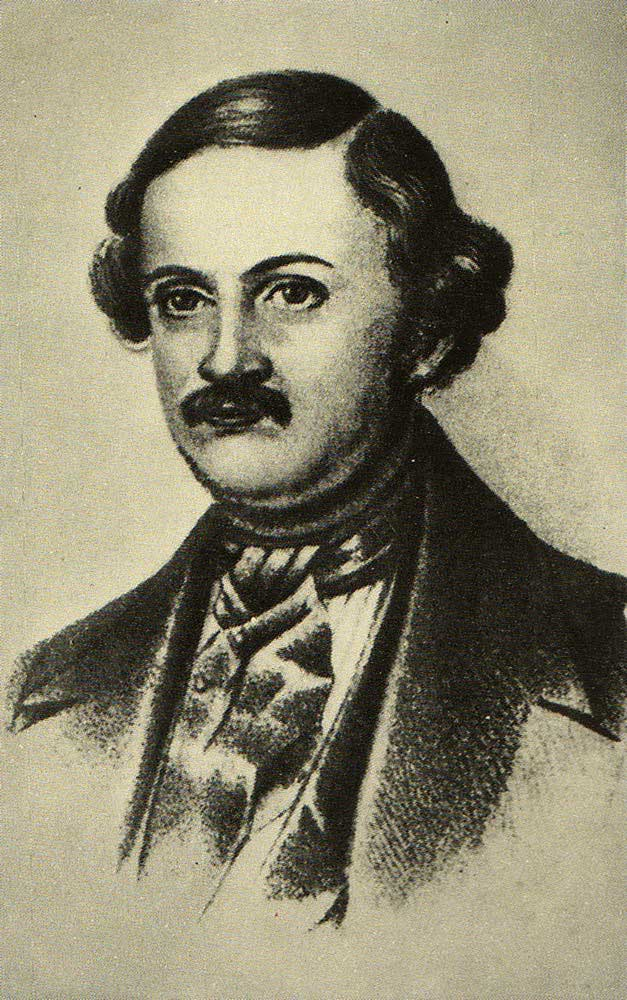
Alexander Warlamow

Alexander Jegorowitsch Warlamow (russisch Александр Егорович Варламов; * 15. Novemberjul. / 27. November 1801greg. in Moskau; † 15. Oktoberjul. / 27. Oktober 1848greg. in Sankt Petersburg) war ein russischer Komponist.
Der Schüler Dmitri Bortnjanskis war von 1819 bis 1823 Chorregent der russischen Gesandtschaftskirche in Den Haag, danach Musiklehrer in Moskau. Von 1829 bis 1831 wirkte er als Gesangslehrer der Hofsängergesellschaft in St. Petersburg. Bis 1845 war er erneut Musiklehrer in Moskau, danach in St. Petersburg.
Er komponierte zwei Ballette, Chorwerke, Schauspielmusiken sowie zahlreiche Romanzen, darunter das populäre Krasny Sarafan (Der rote Sarafan). Außerdem veröffentlichte er ein weit verbreitetes Lehrwerk für Gesang.